# Diamanti e caramelle (singolo)
Diamanti e caramelle è il secondo singolo degli Stadio, pubblicato dalla EMI Italiana il 14 ottobre 2011, estratto dall'album Diamanti e caramelle (2011).

## Tracce
Gli autori del testo precedono i compositori della musica da cui sono separati con un trattino.
1. Diamanti e caramelle – 3:45 (testo: Carlo Rizioli, Saverio Grandi – musica: Carlo Rizioli, Gaetano Curreri)

## Formazione
Gruppo
- Gaetano Curreri - voce
- Andrea Fornili - chitarre, tastiere, programmazione
- Roberto Drovandi - basso elettrico
- Giovanni Pezzoli - batteria

Altri musicisti
- Fabrizio Foschini - pianoforte